# Tomosvaryella littoralis
Tomosvaryella littoralis – gatunek muchówki z podrzędu krótkoczułkich i rodziny Pipunculidae.
Gatunek ten opisany został w 1897 roku przez Johanna Beckera jako Pipunculus littoralis.
Muchówka o ciele długości od 3 do 3,5 mm. U samców brzegi oczu złożonych stykają się na czole na krótkim odcinku. Czułki są brunatne z szarożółtym i srebrzyście opylonym trzecim członem. Tułów ma barwę czarnobrunatną z białoszarym opyleniem. Skrzydła są przezroczyste. Ubarwienie łusek tułowiowych i przezmianek jest białe. Odnóża dwubarwne, czarnobrunatno-żółte. Opylenie bruantnoczarnego odwłoka jest jasnoszare a owłosienie jasnożółte. Samce cechuje mały ósmy segment odwłoka z wąskim znamieniem oraz wydłużone surstyli.
Owad europejski, znany z Irlandii, Wielkiej Brytanii, Szwecji, Francji, Belgii, Holandii, Niemiec, Danii i Polski. Owady dorosłe są aktywne od maja do września.